# 斉祇
斉祇（さいぎ、永観元年（983年） - 永承2年7月29日（1047年8月23日））は平安時代中期の僧侶。藤原道綱の次男。権少僧都。

## 概要
父は藤原道綱。母は播磨守藤原季孝の娘。天台僧で、勝算僧正の弟子。修学院に住んだ。永承2年（1047年）7月29日死去、享年65 。
『紫式部日記』には斎祇が寛弘5年（1008年）7月、藤原道長邸の東の対で、腰をかがめ西壇の大威徳明王を礼拝する様子が記されている。また日記にはさいさ阿闍梨とあるが、「さいさ」は「さいぎ」の誤りだと考えられる 。